# Чемпионат мира по подводному ориентированию 2011
15-й чемпионат мира по подводному ориентированию проводился в Германии на озере Штёриц в 53 км к юго-западу от Берлина.

## Участники
В соревнованиях приняли участие 72 спортсмена (42 мужчины, 30 женщин) из 12 стран: Австрия, Хорватия, Чехия, Эстония, Франция, Германия, Венгрия, Италия, Казахстан, Россия, Испания, Украина. Соревнования проводились как в личном, так и в командном зачетах.

## Призёры

### Мужчины

#### MONK (ориентирование по карте, командная дисциплина)
1 Dezso Laslo/ Петер Балаж (Венгрия) — 6.49
2 Валерий Волгин/ Иван Папин (Казахстан) — 7.00
3 Александр Золотов/ Максим Котов (Украина) — 7.21

#### Звезда
1 Петер Балаж (Венгрия) — 5.29
2 Александр Золотов (Украина) — 5.40
3 Skruzny, Jan (Чехия) — 5.41

#### Ориентиры 5 точек
1 Александр Золотов (Украина) — 5.29
2 Петер Балаж (Венгрия) — 5.30
3 Братолюбов Олександр — 5.34

#### М-курс
1 Александр Золотов (Украина) — 5.02
2 Sonnekalb, Daniel (Германия) — 5.16
3 Петер Балаж (Венгрия) — 4.54 (2 штрафа)

#### Командная встреча В
1 Германия — 4.54/6.28 (2 штрафа)
2 Венгрия — 5.15/6.54 (1 штраф)
3 Украина — 5.29/7.02 (3 штрафа)

#### Параллельный рейсинг
1 Александр Золотов (Украина)
2 Макс Лаушус (Германия)
3 Братолюбов Олександр (Украина)

### Женщины

#### MONK (ориентирование по карте, командная дисциплина)
1 Dvorakova Zuzana/ Stepankova Zuzanna (Чехия) — 7.52
2 Fuerstenberg Babette/ Benck Katharina (Германия) — 8.08
3 Людмила Шумилова / Папина Елена (Казахстан) — 8.55

#### Звезда
1 Stepankova, Zuzanna (Чехия) — 6.14
2 Талдонова Ольга (Россия) — 6.29
3 Fuerstenberg, Babette (Германия) — 6.40
3 Минская Елена (Россия) — 6.40

#### Ориентиры 5 точек
1 Талдонова Ольга (Россия) — 6.26
2 Минская Елена (Россия) — 6.33
3 Fuerstenberg, Babette (Германия) — 6.37

#### М-курс
1 Dvorakova, Zuzana (Чехия)- 5.35
2 Stepankova, Zuzanna (Чехия)- 5.24 (1 штраф)
3 Кайдан Яна (Украина)- 6.01

#### Командная встреча В
1 Россия (Игнатьева Валентина/ Минская Елена, Талдонова Ольга/ Сушкова Светлана) — 5.03/7.29 (2 штрафа)
2 Венгрия — 7.15/ 9.04
3 Германия — 6.06/ 8.00 (3 штрафа)

#### Параллельный рейсинг
1 Талдонова Ольга (Россия)
2 Людмила Шумилова (Казахстан)
3 Sevilla Alejandra (Испания)